# Hydrox (galletas)
Hydrox es el nombre comercial de una galleta de chocolate tipo sándwich con relleno de crema que se estrenó en 1908, fabricadas por Sunshine (posteriormente Biscuits).
La marca Oreo fue introducida en 1912, la cual se inspiró en la Hydrox. En comparación con las galletas Oreo, las galletas Hydrox tienen un relleno menos dulce y una cáscara de galleta más crujiente que se empapa menos en la leche.

## Nombre
Hydrox deriva su nombre de los átomos que contiene el agua, hidrógeno y oxígeno. En 1908, los creadores de esta galleta estaban buscando un nombre que transmitiera "pureza y bondad". Dado que el agua es conocida por estas cualidades, desarrollaron el nombre con base en los elementos que componen una molécula de agua. Un estudio de mercado determinó más tarde que el nombre no fue bien recibido y era más evocador de productos de limpieza que de galletas.

## Producción
Sunshine Biscuits fue comprada por Keebler en 1996. En 1999, Keebler sustituiría la Hydrox por un producto similar pero reformulado llamado Droxies. Keebler fue adquirida por Kelloggs en 2001. Tras esto, las Droxies fueron eliminadas del mercado en 2003. Kellogg's ahora comercializa una galleta de chocolate tipo sándwich bajo el nombre Famous Amos.

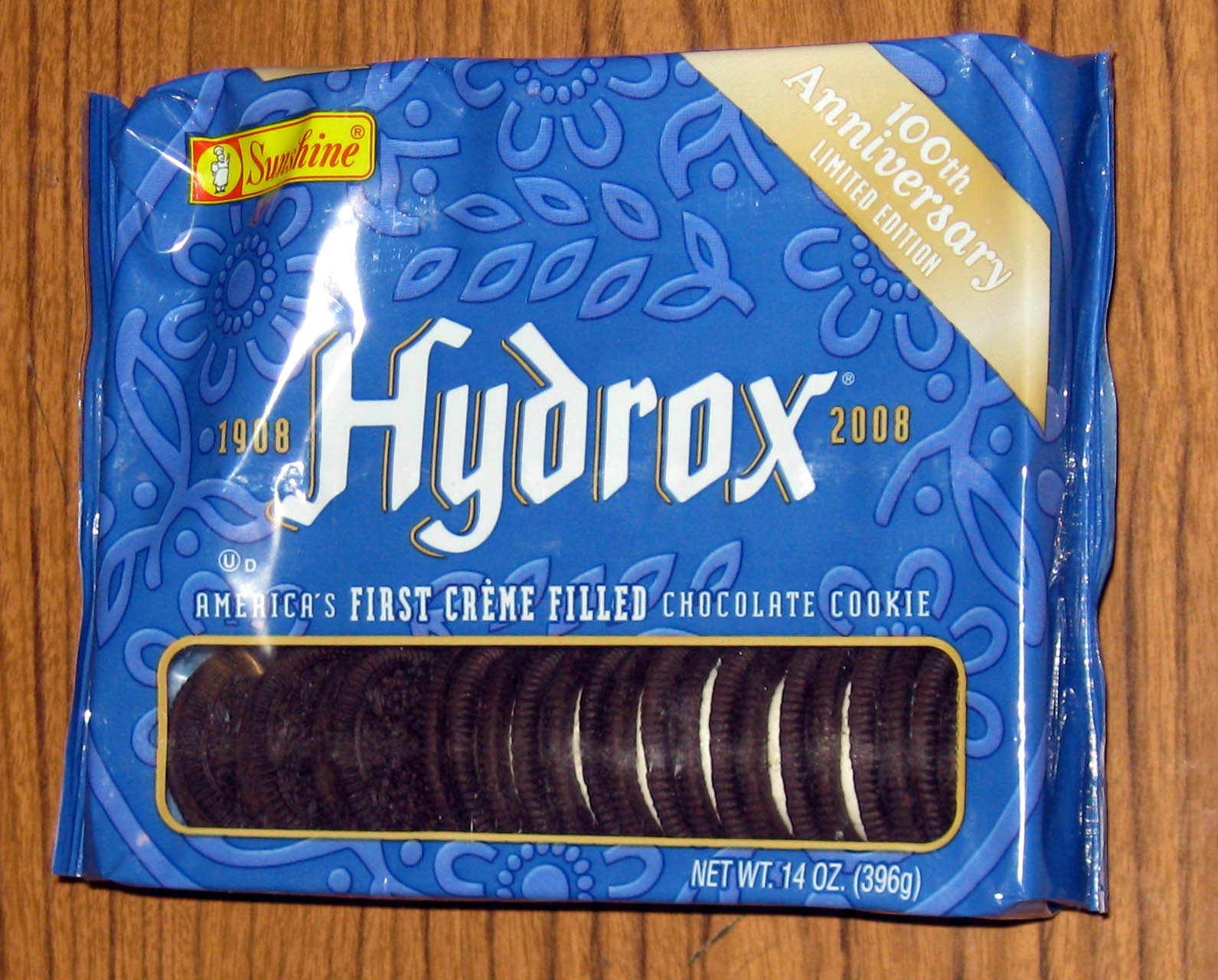
Centenario

En el 100º aniversario de las galletas, Kellogg's reanudó la distribución de Hydrox bajo el nombre de la marca Sunshine, enviando los primeros lotes a finales de agosto de 2008. Los aficionados de Hydrox habían estado bombardeando a Kellogg's con miles de llamadas telefónicas y una petición en línea para que se reanudar la producción. La receta original fue ligeramente modificada, pues se eliminaron las grasas trans. Las galletas volvieron a estar disponibles a nivel nacional por un tiempo limitado, en menos de un año Kellogg's eliminó las Hydrox de su sitio web.
La franquicia de helados Carvel vendía productos con trozos de galletas "Hydrox" hasta 2012. Carvel usaba estas galletas por ser kosher, pues las Oreo originales contenían manteca de cerdo. El uso de estas galletas no se nombraba específicamente en la web de Carvel, pero las identificaban como galletas hydrox (con h minúscula) en los carteles de sus tiendas. Actualmente, Carvel, utiliza galletas Oreo en sus productos.
En 2014, Leaf Brands, la empresa que trajo de vuelta los Astro Pops y los Tart 'n' Tinys, adquirió la patente de las Hydrox. Leaf inició la producción de Hydrox el 4 de septiembre de 2015 y se han propuesto mantener el sabor original y familiar que tanto gustaba a los consumidores de Hydrox.